# شصت و نهمین دوره جوایز اسکار
شصت و نهمین دوره مراسم اعطای جوایز اسکار (انگلیسی: 69th Academy Awards) در ۲۴ مارس ۱۹۹۷ در Shrine Auditorium، لس آنجلس برگزار شد. در این مراسم بهترین فیلم‌های سال ۱۹۹۶ جهان به انتخاب آکادمی علوم و هنرهای تصاویر متحرک جایزه گرفتند.
بیلی کریستال مجری این مراسم بود.

## جوایز

آنتونی مینگلا، Best Director winner

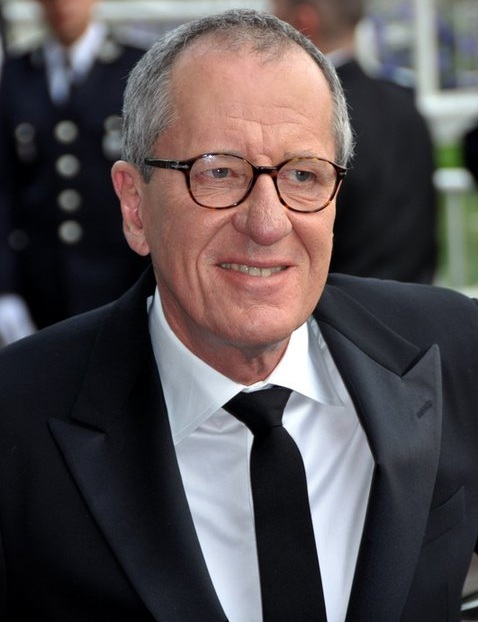
جفری راش، Best Actor winner

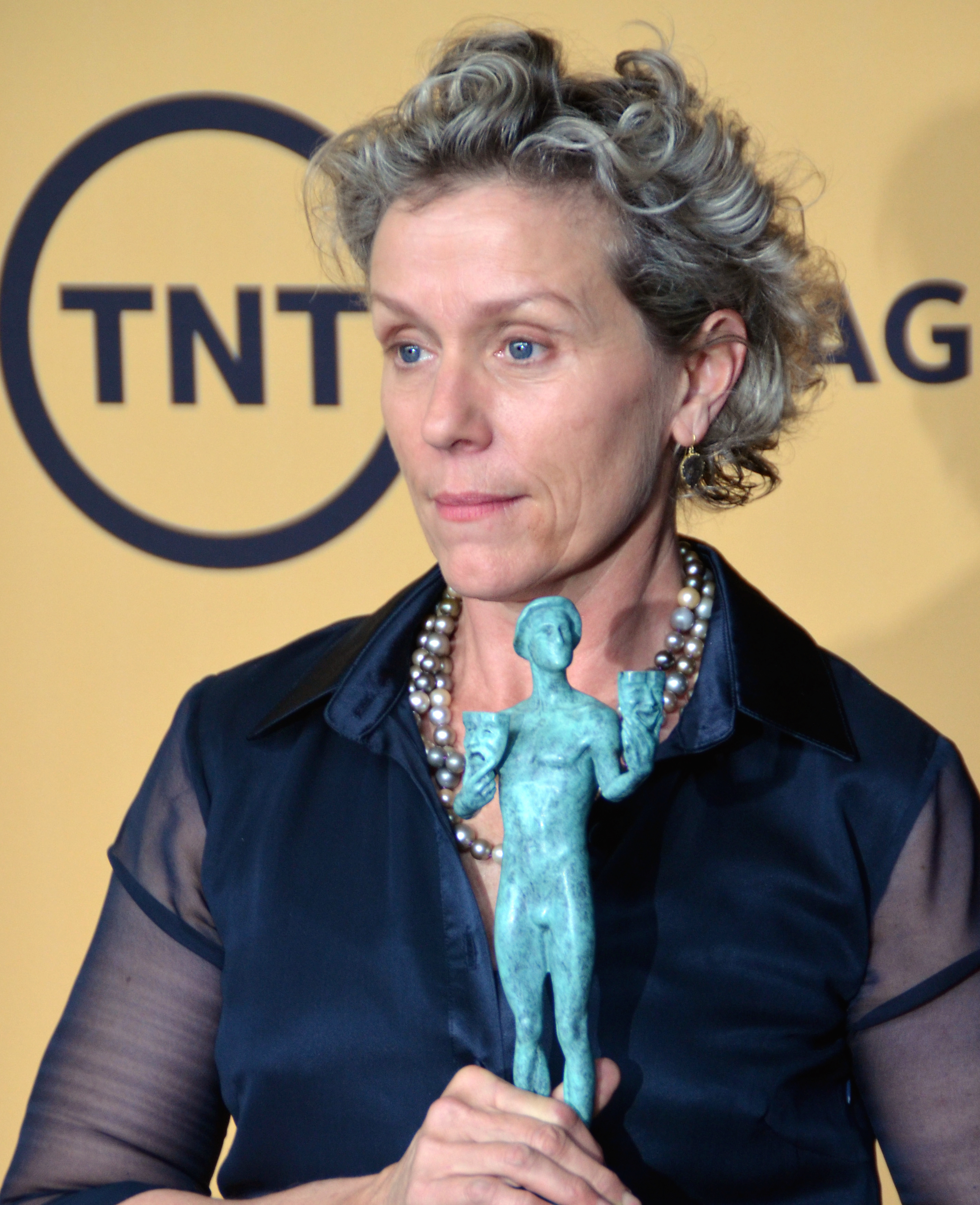
فرانسیس مک‌دورمند، Best Actress winner

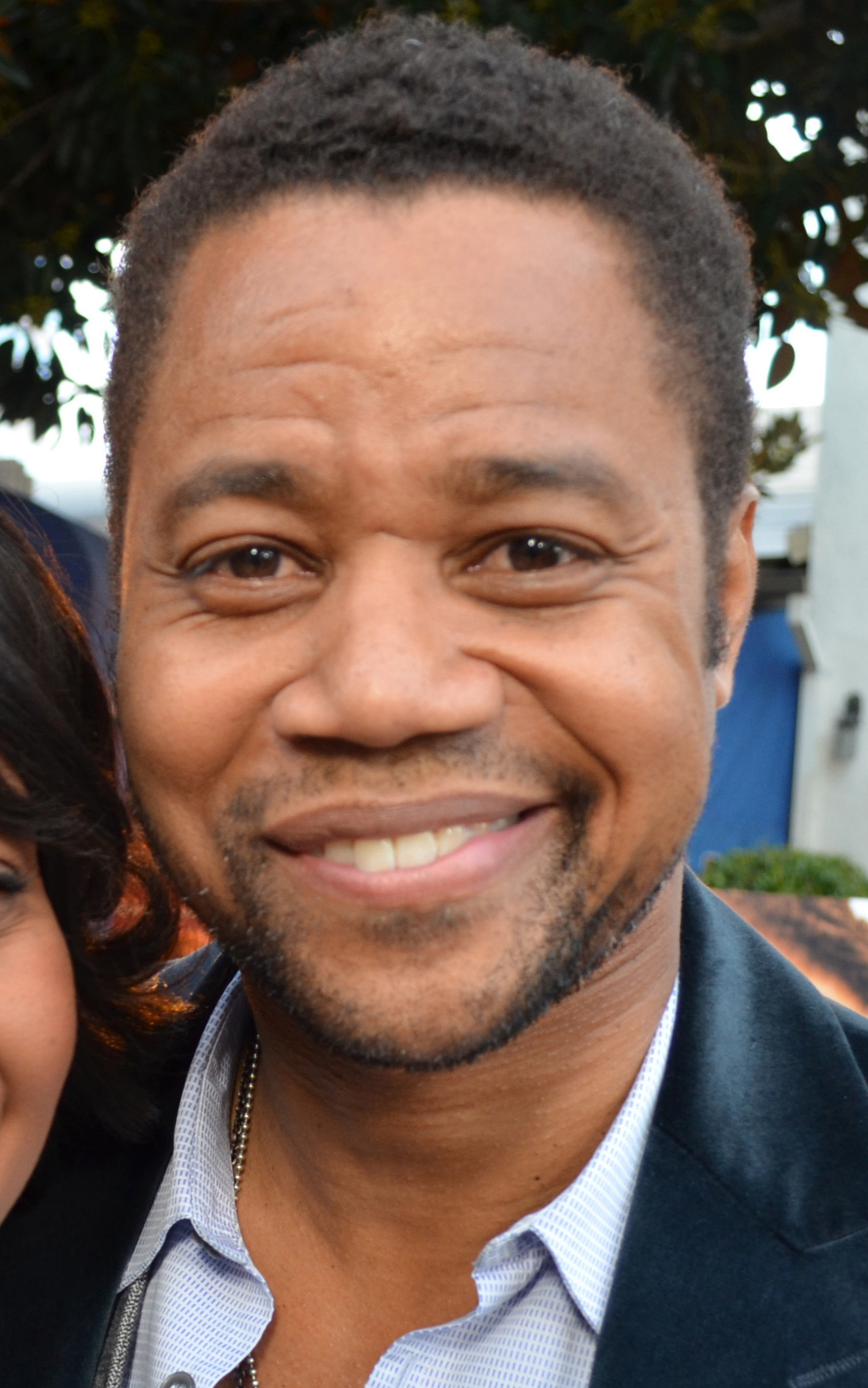
کوبا گودینگ جونیور، Best Supporting Actor winner

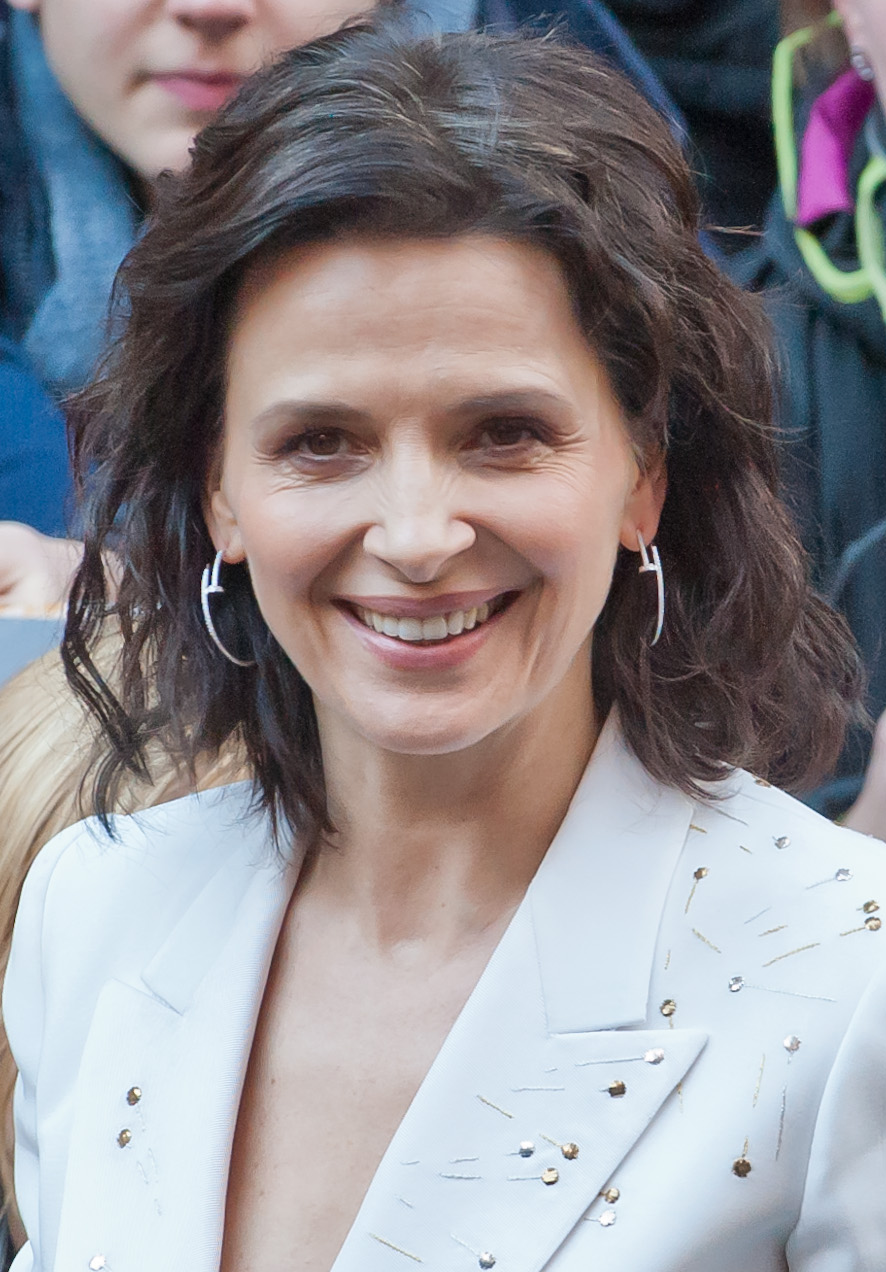
ژولیت بینوش، Best Supporting Actress winner

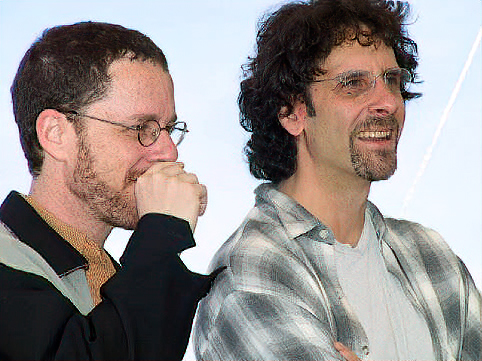
برادران کوئن، Best Original Screenplay winners

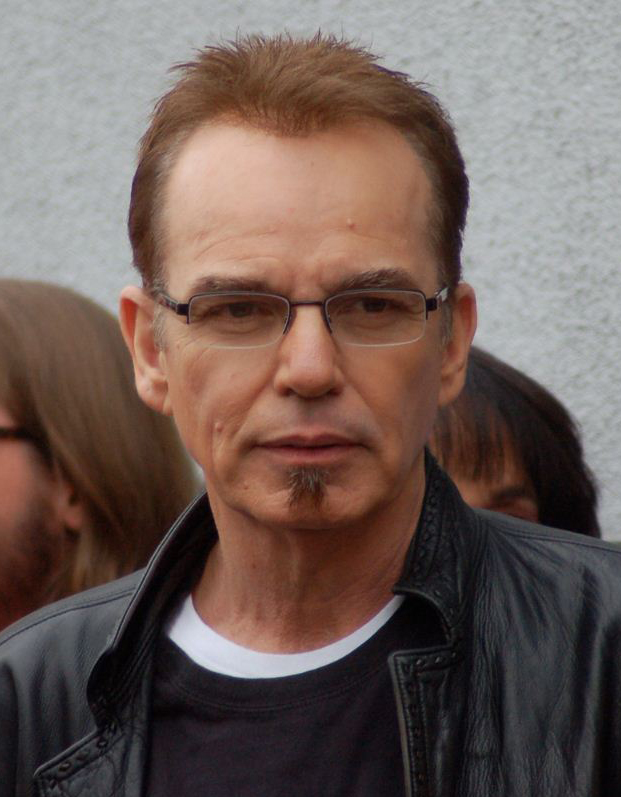
بیلی باب تورنتون، Best Adapted Screenplay winner

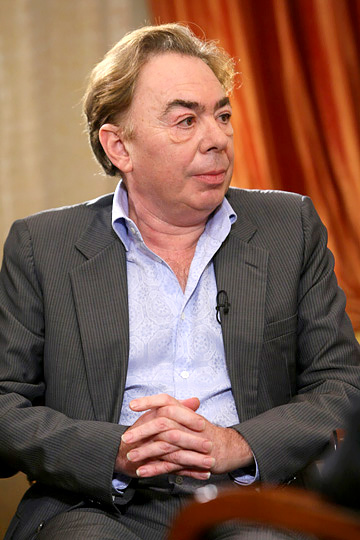
اندرو لوید وبر، Best Original Song co-winner

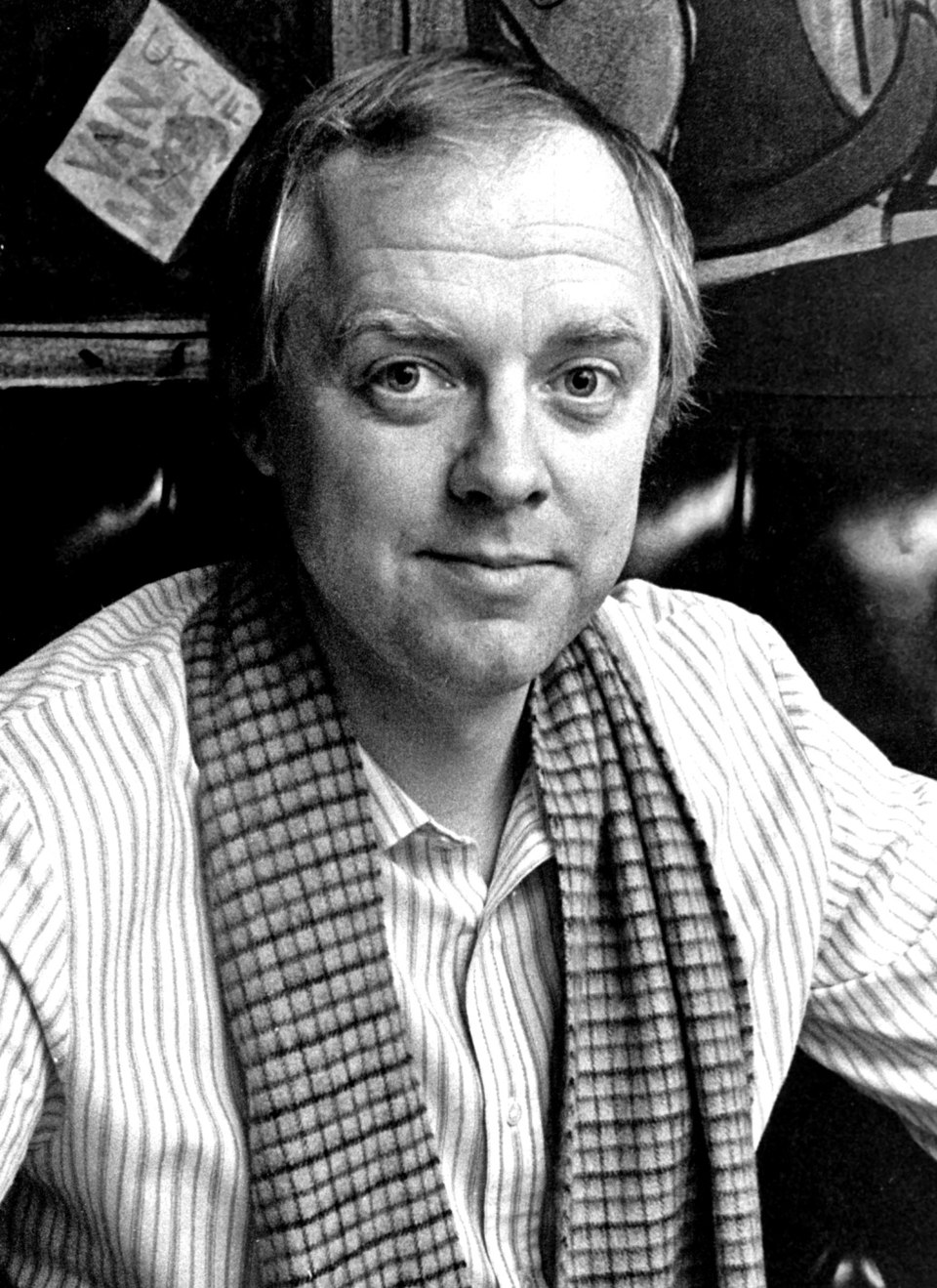
تیم رایس، Best Original Song co-winner

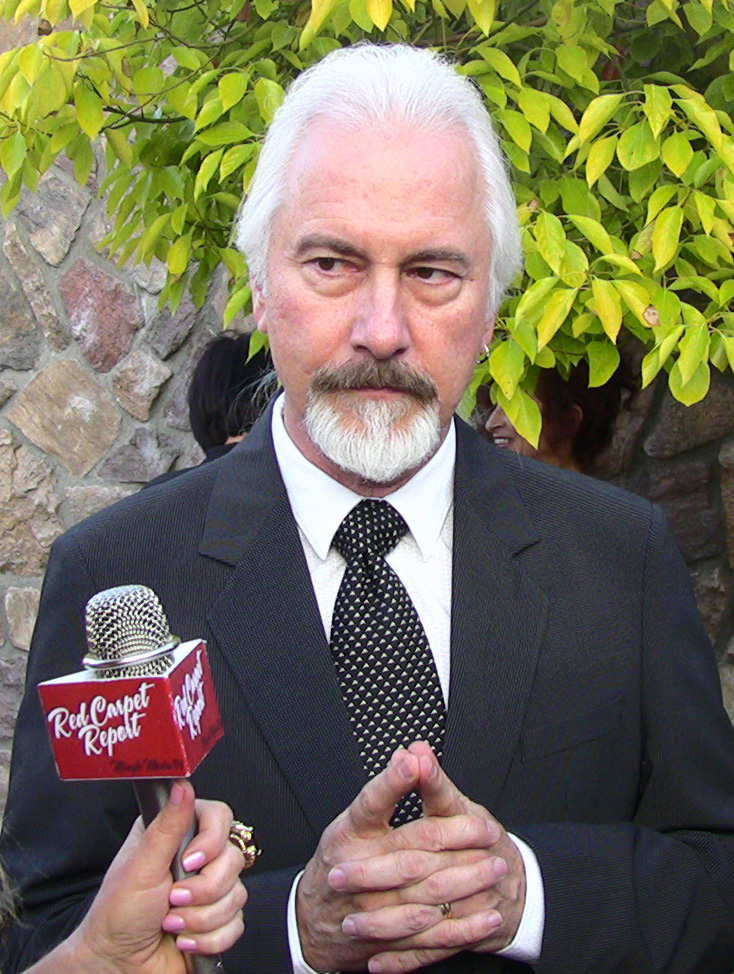
ریک بیکر (چهره‌پرداز), Best Makeup co-winner

برندگان نخست و در حروف برجسته پررنگ فهرست شده‌اند
| جایزه اسکار بهترین فیلم - بیمار انگلیسی – سائول زانتز - فارگو – برادران کوئن - جری مگوایر – جیمز ال. بروکس، کامرون کرو، Laurence Mark, و ریچارد ساکای - رازها و دروغ‌ها – سیمون چنینگ ویلیامز - درخشیدن – Jane Scott | جایزه اسکار بهترین کارگردانی - آنتونی مینگلا – بیمار انگلیسی - برادران کوئن – فارگو - میلوش فورمن – مردم علیه لری فلینت - مایک لی (کارگردان) – رازها و دروغ‌ها - اسکات هیکز – درخشیدن (فیلم) |
| جایزه اسکار بهترین بازیگر نقش اول مرد - جفری راش – درخشیدن در نقش دیوید هلفگات - تام کروز – جری مگوایر در نقش Jerry Maguire - رالف فاینس – بیمار انگلیسی در نقش László Almásy - وودی هارلسون – مردم علیه لری فلینت در نقش لری فلینت - بیلی باب تورنتون – تیغه فلاخن در نقش Karl Childers | جایزه اسکار بهترین بازیگر نقش اول زن - فرانسیس مک‌دورمند – فارگو در نقش Marge Gunderson - برندا بلتین – رازها و دروغ‌ها در نقش Cynthia Rose Purley - دایان کیتن – اتاق ماروین در نقش Bessie - کریستین اسکات توماس – بیمار انگلیسی در نقش Katharine Clifton - امیلی واتسون – شکستن امواج در نقش Bess McNeill |
| جایزه اسکار بهترین بازیگر نقش مکمل مرد - کوبا گودینگ جونیور – جری مگوایر در نقش Rod Tidwell - ویلیام اچ میسی – فارگو در نقش Jerry Lundegaard - آرمین مولر-اشتال – درخشیدن در نقش Peter Helfgott - ادوارد نورتون – ترس کهن در نقش Aaron Stampler - جیمز وودز – ارواح میسیسیپی در نقش Byron De La Beckwith                                                                                              | جایزه اسکار بهترین بازیگر نقش مکمل زن - ژولیت بینوش – بیمار انگلیسی در نقش Hana - جوآن آلن – آزمون دشوار در نقش Elizabeth Proctor - لورن باکال – آینه دو چهره دارد در نقش Hannah Morgan - باربارا هرشی – تصویر یک بانو در نقش Madame Serena Merle - ماریان ژان-باپتیست – رازها و دروغ‌ها در نقش Hortense Cumberbatch |
| جایزه اسکار بهترین فیلم‌نامه غیراقتباسی - فارگو – برادران کوئن - جری مگوایر – کامرون کرو - Lone Star – جان سیلس - رازها و دروغ‌ها – مایک لی (کارگردان) - درخشیدن – Jan Sardi و اسکات هیکز | جایزه اسکار بهترین فیلم‌نامه اقتباسی - تیغه فلاخن – بیلی باب تورنتون from Some Folks Call It a Sling Blade by Billy Bob Thornton - آزمون دشوار – آرتور میلر from بوته آزمایش by Arthur Miller - بیمار انگلیسی – آنتونی مینگلا from بیمار انگلیسی by مایکل اونداتیه - هملت – کنت برانا from هملت by ویلیام شکسپیر - رگ‌یابی – جان هاج from Trainspotting by آروین ولش |
| جایزه اسکار بهترین فیلم خارجی‌زبان - کلیا (Czech Republic) in زبان چکی – یان اسویراک - Prisoner of the Mountains (Russia) in زبان روسی - سرگئی بودروف - A Chef in Love (Georgia) in French, زبان گرجی، Russian – نانا جرجادزه - تمسخر (France) in French – پاتریس لوکنت - The Other Side of Sunday (Norway) in زبان نروژی – Berit Nesheim                                                              | جایزه اسکار بهترین ترانه - "You Must Love Me" from اویتا – موسیقی اثر اندرو لوید وبر; ترانه اثر تیم رایس - "I Finally Found Someone" from آینه دو چهره دارد – موسیقی و ترانه اثر باربارا استرایسند، ماروین هملیش، برایان آدامز و Robert “Mutt” Lange - "For the First Time" from یک روز خوب – موسیقی و ترانه اثر جیمز نیوتن هاوارد، Jud J. Friedman and Allan Dennis Rich - "That Thing You Do!" from آن کاری که می‌کنی! – موسیقی و ترانه اثر Adam Schlesinger - "برای اینکه عاشقم بودی" from Up Close & Personal – موسیقی و ترانه اثر دایان وارن |
| Best Documentary Feature - وقتی ما پادشاه بودیم – Leon Gast و David Sonenberg - The Line King: The Al Hirschfeld Story – Susan W. Dryfoos - Mandela – Jo Menell و Angus Gibson - Suzanne Farrell: Elusive Muse – Anne Belle و Deborah Dickson - Tell the Truth and Run: George Seldes and the American Press – Rick Goldsmith                                                                         | Best Documentary Short Subject - Breathing Lessons: The Life and Work of Mark O'Brien – Jessica Yu - سفر عظیم – Jeffrey Marvin و Bayley Silleck - An Essay on Matisse – Perry Wolff - Special Effects: Anything Can Happen – Susanne Simpson و بن برت - The Wild Bunch: An Album in Montage – Paul Seydor و Nick Redman |
| جایزه اسکار بهترین فیلم کوتاه - دفتر خاطرات عزیزم – دیوید فرانکل و Barry Jossen - De tripas, corazón – Antonio Urrutia - Ernst & lyset – Kim Magnusson و آندرس توماس ینسن - Esposados – خوان کارلوس فرسنادیو - Senza parole – Bernadette Carranza و Antonello De Leo | جایزه اسکار بهترین پویانمایی کوتاه - پویش – Tyron Montgomery و Thomas Stellmach - Canhead – Timothy Hittle - La Salla – هیئت ملی فیلم کانادا - Richard Condie - Wat's Pig – پیتر لرد |
| جایزه اسکار بهترین موسیقی فیلم - بیمار انگلیسی – گابریل یارد - هملت – پاتریک دویل - مایکل کولین – الیوت گلدنتال - درخشیدن – دیوید هیرشفلدر - خفتگان – جان ویلیامز | جایزه اسکار بهترین موسیقی فیلم - Emma – ریچل پورتمن - The First Wives Club – مارک شیمن - گوژپشت نتردام – آلن منکن و استفان شوارتز - جیمز و هلوی غول‌پیکر – رندی نیومن - همسر واعظ – هانس زیمر |
| جایزه اسکار بهترین تدوین صدا - شبح و ظلمت – Bruce Stambler - نور خورشید – Richard L. Anderson و David A. Whittaker - پاک‌کن – الن رابرت موری و Bub Asman | Best Sound - بیمار انگلیسی – والتر مرچ, Mark Berger, David Parker و کریس نیومن - اویتا – Andy Nelson, انا بلمر و Ken Weston - روز استقلال – Chris Carpenter, Bill W. Benton, باب بیمر و Jeff Wexler - صخره – Kevin O'Connell, Greg P. Russell و Keith A. Wester - گردباد – Steve Maslow, Gregg Landaker, Kevin O'Connell و Geoffrey Patterson |
| جایزه اسکار بهترین طراحی صحنه - بیمار انگلیسی – کارگردان هنری: Stuart Craig; Set Decoration: Stephenie McMillan - قفس پرنده – کارگردان هنری: بو ولچ; Set Decoration: Cheryl Carasik - اویتا – کارگردان هنری: Brian Morris; Set Decoration: Philippe Turlure - هملت – کارگردان هنری و Set Decoration: Tim Harvey - رومئو + ژولیت – کارگردان هنری: کاترین مارتین (طراح); Set Decoration: Brigitte Broch | جایزه اسکار بهترین فیلمبرداری - بیمار انگلیسی – جان سیل - اویتا – داریوش خنجی - فارگو – راجر دیکینس - پرواز به خانه – کلب دشانل - مایکل کولین – کریس منجس |
| Best Makeup - پروفسور دیوانه – ریک بیکر (چهره‌پرداز) و David LeRoy Anderson - ارواح میسیسیپی – Matthew W. Mungle و Deborah La Mia Denaver - پیشگامان فضا: تماس اول – Michael Westmore, Scott Wheeler و Jake Garber | جایزه اسکار بهترین طراحی لباس - بیمار انگلیسی – آن روث - فرشتگان و حشرات – Paul Brown - هملت – الکزاندرا برن - Emma – Ruth Myers - تصویر یک بانو – Janet Patterson |
| جایزه اسکار بهترین تدوین - بیمار انگلیسی – والتر مرچ - اویتا – جری همبلینگ - فارگو – برادران کوئن - جری مگوایر – جو هاتشینگ - درخشیدن – Pip Karmel | جایزه اسکار بهترین جلوه‌های تصویری - روز استقلال – Volker Engel, Douglas Smith, Clay Pinney و Joseph Viskocil - اژدهادل – Scott Squires, فیل تیپت، James Straus و Kit West - گردباد – Stefen Fangmeier, John Frazier, حبیب زرگرپور و Henry La Bounta |